# Agrilus paraimpexus
Agrilus paraimpexus är en skalbaggsart som beskrevs av Henry A. Hespenheide 2007. Agrilus paraimpexus ingår i släktet Agrilus och familjen praktbaggar. Inga underarter finns listade i Catalogue of Life.